# Red Oak (Iowa)
Red Oak é uma cidade localizada no estado americano de Iowa, no Condado de Montgomery.

## Demografia
Segundo o censo americano de 2000, a sua população era de 6197 habitantes.
Em 2006, foi estimada uma população de 5949, um decréscimo de 248 (-4.0%).

## Geografia
De acordo com o United States Census Bureau tem uma área de
9,6 km², dos quais 9,5 km² cobertos por terra e 0,1 km² cobertos por água.

## Localidades na vizinhança
O diagrama seguinte representa as localidades num raio de 24 km ao redor de Red Oak.